# Grodzisk Mazowiecki Jordanowice
Grodzisk Mazowiecki Jordanowice – przystanek Warszawskiej Kolei Dojazdowej położony przy ul. Nadarzyńskiej w Grodzisku Mazowieckim. Do 2002 roku przystanek nosił nazwę Grodzisk Mazowiecki Muzeum.
W roku 2022 dzienna wymiana pasażerska na przystanku wyniosła 150-199 osób.
| Linia | Trasa | Takt       |
| ----- | --- | ---------- |
|       | Warszawa Śródmieście WKD – Pruszków WKD – Podkowa Leśna Główna – 'Grodzisk Maz. Jordanowice – Grodzisk Maz. Radońska | 30/60 min. |

## Opis przystanku

### Peron
Przystanek składa się z jednego peronu bocznego posiadającego jedną krawędź peronową. Na peronie znajduje się drewniana wiata przystankowa

### Punkty sprzedaży biletów
Na terenie przystanku dostępny jest biletomat umożliwiający zakup biletów jednorazowych i okresowych.

### Przejazd kolejowo-drogowy
Na zachodniej głowicy peronu, przy wejściu na przystanek, znajduje się przejazd kolejowo-drogowy. Przejazd ten jest zabezpieczony sygnalizatorami. Położony jest w ciągu ul. Nadarzyńskiej.